# 國立臺灣科學教育館
25°5′45″N 121°30′57″E / 25.09583°N 121.51583°E
國立臺灣科學教育館，簡稱科教館，位於臺北市士林區的臺北科學藝術園區內，以普及全國科學教育，提升全民科學素養，並輔導中等以下學校與社會教育機構推行科學教育業務為設立宗旨。

## 歷史沿革

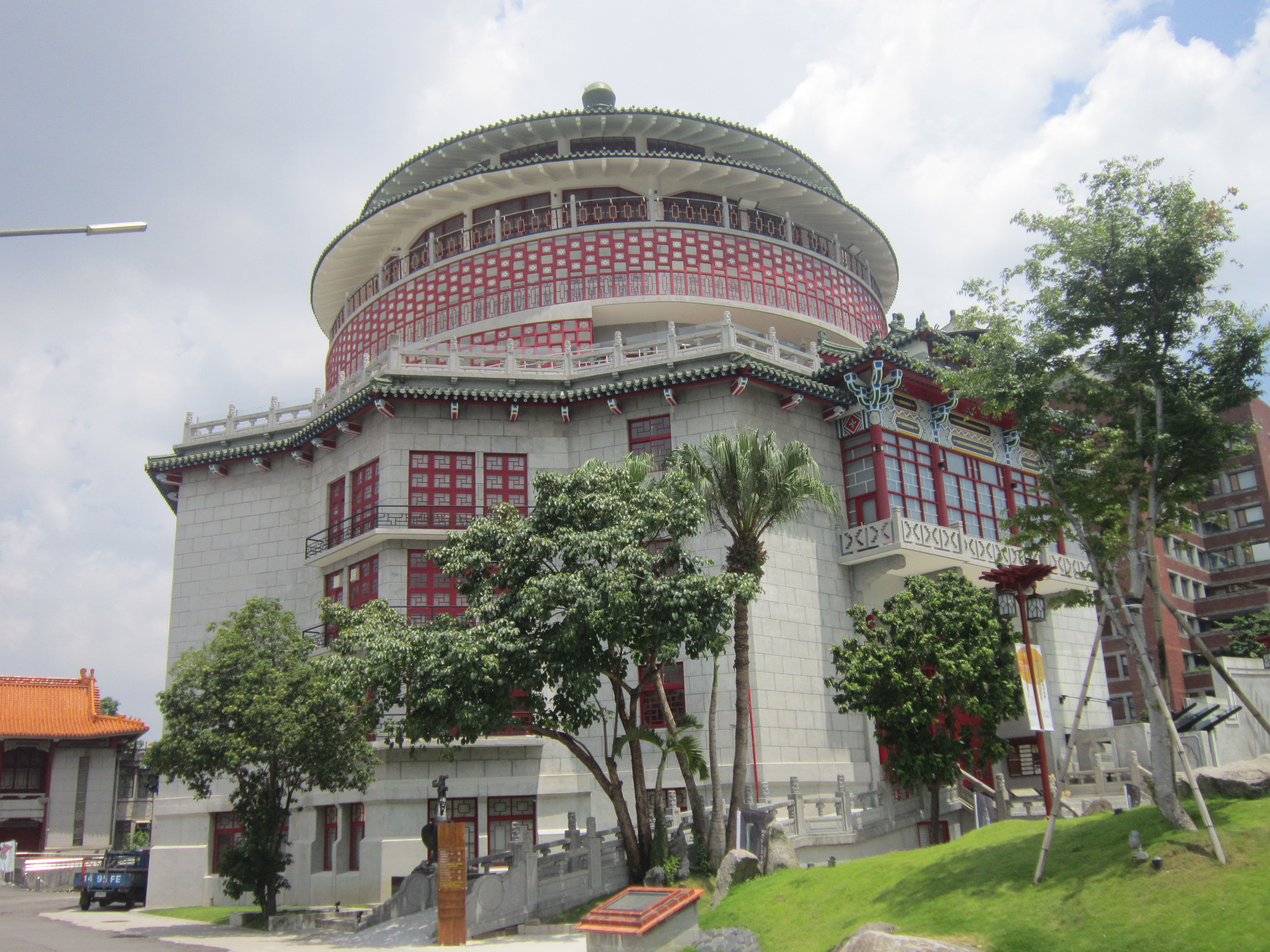
位於南海學園內的國立台灣科學教育館舊館，現已改為臺灣工藝研究發展中心臺北當代工藝設計分館

1956年，「國立臺灣科學館」成立於板橋公園，為中華民國教育部附屬館所之社教機構。1958年，由盧毓駿設計的「國立臺灣科學館」完工，遂遷館至臺北市南海學園內，原板橋館舍移交華僑中學使用。
1960年，科教館在聯合國教育科學文化組織(UNESCO) 美籍科學教育顧問Saint-Rossy 建議下，成立全國中小學科學展覽設計指導委員會。1962年更名為「國立臺灣科學教育館」。2003年位於士林現址的新館建置完成，高度49米、占地面積約30,446坪，是一棟地下三層、地上十一層的建物。2004年6月正式對外營運，公共服務業務委託大同世界科技營運。2009年6月，委託契約屆滿，科教館邁向完全自營，持續推廣大眾科學教育的使命。
2016年11月，透過行政院及教育部跨域加值計畫與臺北市政府簽合作備忘錄，將結合周邊地區天文科學館、兒童新樂園、美崙公園等，打造複合式科學、藝術、生態、文化教育及休閒設施集中的「臺北科學藝術園區」。2017年10月起，實施大規模館內外工程措施，涵蓋館內外動線、展示與主要公共空間及戶外景觀等重大工程。

## 概略

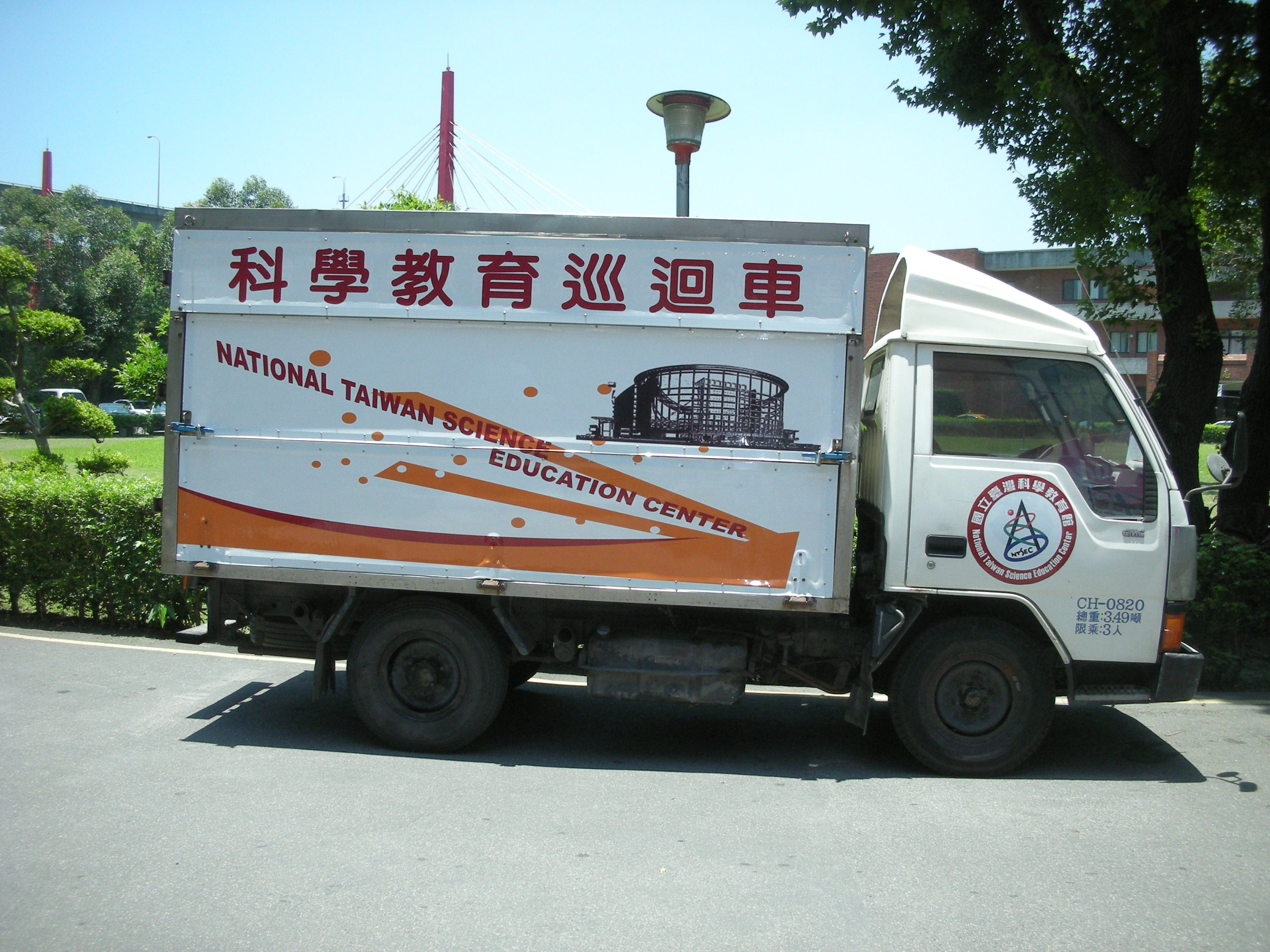
科學教育巡迴車

常設展區分為生命科學、自然科學、物質科學、數學與地球科學等主題，另不定期策劃各類特展、自策展。
在科學教育活動方面，科教館每年辦理全國中小學科學展覽會、臺灣國際科學展覽會（TISF）與青少年科學人才培育計畫。
科教館以全齡科普教育的理念，設計多元豐富的科普推廣活動，如科學演示、科學劇、科學普拉斯+等活動，內容包含展品導覽、DIY動手作與繪本導讀，並固定舉辦大型科學活動如臺灣科學節。
除此之外，有感於環境教育與科學教育同等重要也息息相關，科教館也致力於環境教育的推展，於2012年底獲環保署認證為環境教育設施場所，在2014年更獲得第二屆全國國家環境教育獎機關( 構) 組特優。因應聯合國永續發展目標SDGs，同時結合108課綱的理念，持續規劃與提供各種環境教育課程。

## 歷任館長
| 任別 | 姓名   | 任期                 |
| ---- | ------ | -------------------- |
| 1    | 羅榮安 | 1956年8月-1965年4月  |
| 2    | 張明哲 | 1965年6月-1967年10月 |
| 3    | 田長模 | 1967年11月-1978年8月 |
| 4    | 陳石貝 | 1978年8月-1992年9月  |
| 5    | 顏啟麟 | 1993年8月-1997年8月  |
| 6    | 陳文章 | 1998年2月-2000年8月  |
| 7    | 徐國士 | 2000年10月-2003年9月 |
| 8    | 柯正峰 | 2004年4月-2007年9月  |
| 9    | 陳益興 | 2007年9月-2009年9月  |
| 10   | 朱楠賢 | 2009年11月-2017年7月 |
| 11   | 陳雪玉 | 2017年7月-2020年9月  |
| 12   | 劉火欽 | 2020年9月-現任       |

## 組織
- 館長：綜理館務
- 主任秘書：襄助館長協調及推動館務
- 實驗組：國內外科學展覽會活動、科學演示與教學、科學教育原理與知識正確性諮詢與確認、專業實驗室管理、營隊課程、環境教育、科學學習中心管理
- 展覽組：展場教育活動引導、展品管理、偏鄉服務、劇場、服務台諮詢、展場文宣美術設計、志工管理、展場導覽解說／服務、工讀生管理
- 推廣組：行動科教館縣市巡迴活動、公關行銷、教育活動課程與營隊、科普傳播、出版品、資訊管理、資安與數位資源平台管理、場地租借、行銷活動美術設計、衍生商品開發、STEAM行動車、行動餐車、賽恩斯會員管理、科普傳播中心
- 秘書室：掌理採購、文書、出納、庶務、總務物品管理、勞健保管理、及其他不屬於其各組事項
- 主計室：辦理歲計、會計事務，並兼辦統計事務
- 人事室：辦理人事相關業務

## 外部連結
- 國立臺灣科學教育館 （页面存档备份，存于）
- 臺灣網路科教館 （页面存档备份，存于）
- 科科出來講 Apple Podcasts （页面存档备份，存于）
- 國立臺灣科學教育館 - LINE 官方帳號 （页面存档备份，存于）
- 國立臺灣科學教育館的Facebook專頁
- 國立臺灣科學教育館的Instagram帳戶
- YouTube上的國立臺灣科學教育館頻道 （页面存档备份，存于）